# (500339) 2012 SH52
(500339) 2012 SH52 es un asteroide perteneciente al cinturón de asteroides, descubierto el 13 de noviembre de 2007 por el equipo del Mount Lemmon Survey desde el Observatorio del Monte Lemmon, Arizona, Estados Unidos.

## Designación y nombre
Designado provisionalmente como 2012 SH52.

## Características orbitales
2012 SH52 está situado a una distancia media del Sol de 3,141 ua, pudiendo alejarse hasta 3,339 ua y acercarse hasta 2,943 ua. Su excentricidad es 0,063 y la inclinación orbital 11,90 grados. Emplea 2033,99 días en completar una órbita alrededor del Sol.

## Características físicas
La magnitud absoluta de 2012 SH52 es 16,2.